# Silvestro Gherardi
Silvestro Gherardi (* 17. Dezember 1802 in Lugo (Emilia-Romagna), Ravenna; † 29. Juli 1879 in Florenz) war ein italienischer Physiker und Mathematikhistoriker.

## Leben
Gherardi studierte Mathematik und Physik an der Universität Bologna bei Francesco Orioli mit dem Laurea-Abschluss 1822 und lehrte dort als Professor von 1827 bis 1849 Mechanik, Hydrologie und später Physik. Außerdem war er politisch aktiv in Aufständen gegen den Kirchenstaat 1831 und 1848. Er war 1849 Minister für Erziehung in der kurzlebigen Römischen Republik und musste nach deren Ende auch seine Professur in Bologna aufgeben. 1857 bis 1861 war er Professor für Physik an der Universität Turin und nach der italienischen Einigung wurde er 1862 Professor Emeritus in Bologna.
Als Physiker befasste er sich experimentell hauptsächlich mit Elektrizität und Magnetismus und Optik. Als Wissenschaftshistoriker befasste er sich mit Alessandro Volta und Luigi Galvani und wandte sich in Bologna der Geschichte der Mathematik an der Universität Bologna zu und veröffentlichte darüber ein Buch, das vor allem den Abschnitt vom Mittelalter (Cecco d’Ascoli) bis zur Renaissance behandelt und von Maximilian Curtze 1871 ins Deutsche übersetzt wurde. Besondere Bedeutung erlangte es durch die Veröffentlichung der Dokumente des Disputs zwischen Niccolò Tartaglia und Lodovico Ferrari (Professor in Bologna) um die Lösung der kubischen Gleichung und die Arbeit dazu von Scipione del Ferro (Professor in Bologna). Auszüge aus dem Disput hatte schon Giovanni Fantuzzi 1794 veröffentlicht (Notizie degli scrittore Bolognesi) und vollständig wurden sie 1878 von Enrico Giordani veröffentlicht.
Er veröffentlichte auch bedeutende Arbeiten zu Galileo Galilei und dessen Prozess, dessen Akten er im Archiv der Inquisition im Vatikan einsehen konnte als er 1849 Bildungsminister der römischen Republik war. Der Accademia dei Lincei gehörte er seit 1849 als korrespondierendes Mitglied an.

## Schriften
- Di alcuni materiali per la storia della Facoltà Matematica nell'antica Università di Bologna, 1846
  - Deutsche Übersetzung: Einige Materialien zur Geschichte der mathematischen Facultät der alten Universität Bologna, Berlin: Calvari 1871, Archive